# 1292
1292 (MCCXCII) var ett skottår som började en tisdag i den julianska kalendern.

## Händelser

### April
- 4 april – När påven Nicolaus IV avlider kommer påvestolen att stå tom i över två år.

### November
- 17 november – Efter att Skottland har stått utan regent sedan 1290 väljs John Balliol till ny kung av Skottland. Han är nämligen den, som för tillfället lyckas hävda sina tronanspråk starkast. Samtidigt försöker den engelske kungen Edvard I, som har inbjudits att slita tvisten om vem som ska bli ny skotsk kung, annektera Skottland till England. Först 1314 lyckas skottarna göra sig helt självständiga från England och inte förrän 1329 erkänner engelsmännen Skottlands självständighet.

### Okänt datum
- Mongolerna landstiger på Java, intar huvudstaden, som dock visar sig omöjlig att behålla.[1]
- Biskopen av Strängnäs donerar martyren Botvids reliker till Linköpings domkyrka. De som håller andakt i domen erhåller 40 dagars avlat.
- Novgoroderna går till anfall mot Tavastland och som hämnd för detta anfaller svenskarna Karelen och Ingermanland.
- Ett kyrkomöte hålls i Örebro.
- Nils Allesson blir ny svensk ärkebiskop.
- De kristna utrymmer sina sista besittningar i Palestina.

## Födda
- Filip V, kung av Frankrike 1316–1322 (född omkring detta år)
- Gerhard III av Holstein i Lübeck.

## Avlidna
- 4 april – Nicolaus IV, född Girolamo Masci, påve sedan 1288.
- 12 juli – Den heliga Kunigunda, ungersk nunna och kung Boleslav den kyskes gemål, helgon.
- Roger Bacon – engelsk filosof, naturforskare och teolog.

### Fotnoter
1. ↑  Roberts, J: "History of the World.". Penguin, 1994.